# Ladakh
Ladakh (tyb.: ལ་དྭགས་; Wylie: la-dwags, hindi: लद्दाख़, urdu: لدّاخ; „kraj wysokich przełęczy”) – region administrowany przez Indie jako terytorium związkowe. Leży pomiędzy głównym pasmem Himalajów a górami Karakorum, położona w części górnego biegu rzeki Indus. Geograficznie najbardziej na zachód wysunięty fragment Wyżyny Tybetańskiej; historyczny Tybet Zachodni. Głównym ośrodkiem administracyjnym jest miasto Leh. Politycznie Ladakh należy do Indii, choć niewielka jego część znajduje się na terenie współczesnych Chin. Niegdyś niezależne królestwo, w XIX wieku zaanektowane przez władcę Kaszmiru. Mieszkańcy Ladakhu są etnicznie spokrewnieni z Tybetańczykami.
Ladakh stał się osobnym terytorium 31 października 2019, kiedy Dżammu i Kaszmir został zreorganizowany na dwa terytoria związkowe.

## Historia

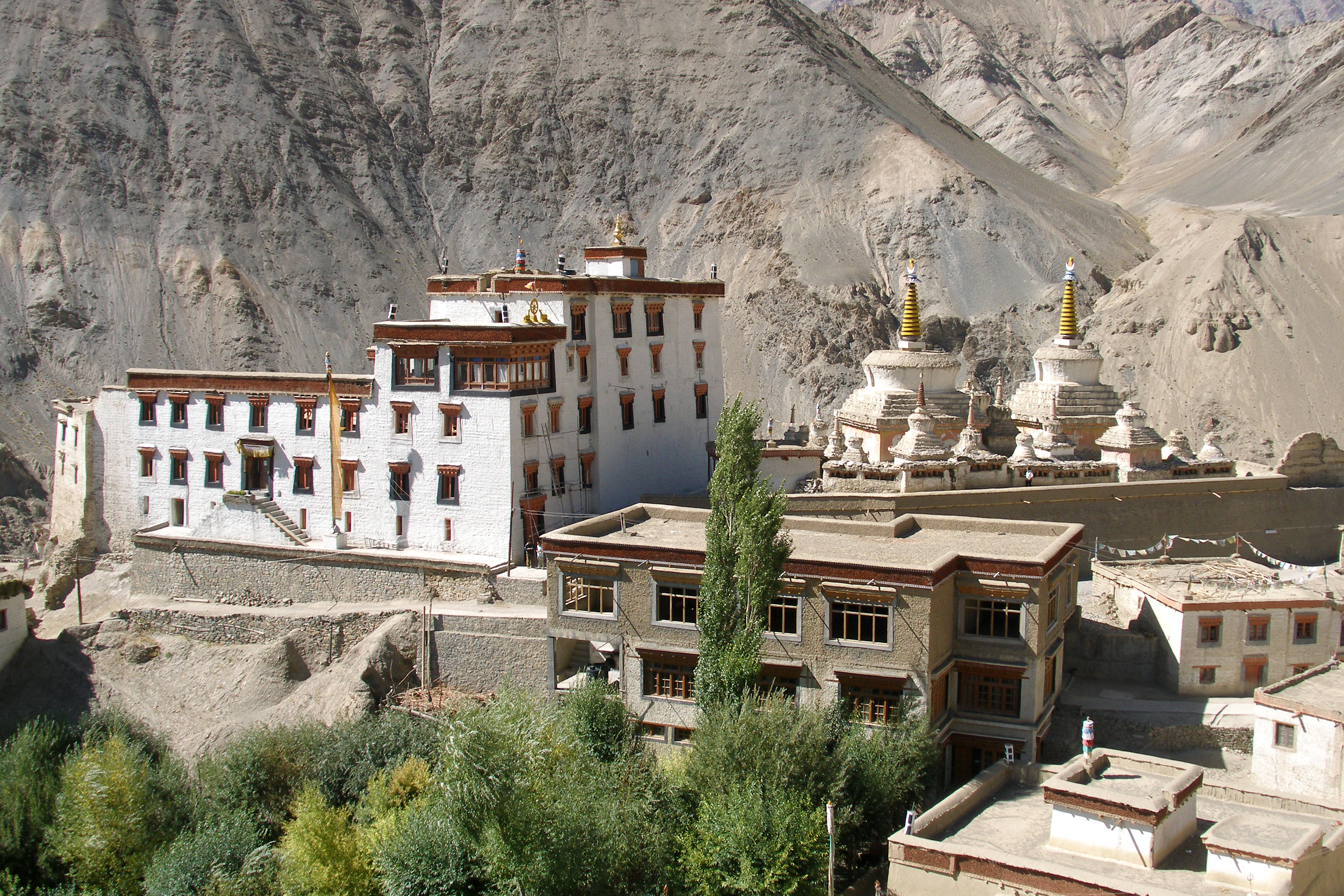
Gompa Lamayuru, Ladakh, Kaszmir

Obecność rytów naskalnych w wielu miejscach w Ladakhu stanowi dowód, że obszar był zamieszkany już w czasach neolitu. Pierwsi mieszkańcy byli mieszanką etniczną indoaryjskich ludów Monów i Dardów, wspominanych przez Herodota, Nearchosa, Megastenesa, Ptolemeusza oraz Pliniusza Starszego. W I wieku Ladakh był częścią królestwa Kuszanów. W II wieku w zachodnim Ladakhu oraz Kaszmirze rozwijał się buddyzm, podczas gdy jego wschodnia część oraz Tybet wyznawały religię bön. Region jest też wspominany przez buddyjskiego podróżnika Xuanzanga.
Począwszy od VIII wieku Ladakh przechodził kilka razy spod wpływów tybetańskich naciskających ze wschodu w ręce Chin i odwrotnie. W 842 Nyima-Gon zaanektował Ladakh dla siebie po rozpadzie imperium tybetańskiego i dał początek osobnej dynastii ladakhijskiej. W tamtym okresie ludność pochodzenia tybetańskiego stała się większością populacji regionu. W XIII wieku fala ekspansji islamu dotarła również do Ladakhu. Mieszkańcy zadecydowali wówczas pozostać w orbicie religijnych wpływów Tybetu, czym narazili się na dwa wieki najazdów ze strony muzułmańskich sąsiadów. W ich wyniku część mieszkańców przeszła na islam.
Król Bhagan zjednoczył i wzmocnił Ladakh, a także dał początek dynastii Namgyal, która przetrwała do dzisiejszych czasów. Namgyalowie odparli najazdy ze środkowej Azji, a nawet tymczasowo rozszerzyli terytorium królestwa aż do Nepalu, w odpowiedzi na próby nawrócenia całego regionu na islam i zniszczenie buddyjskich obiektów sakralnych. Od początku XVII wieku czynili wysiłki by odbudować zniszczone gompy i inne obiekty. W tym czasie obszar królestwa powiększył się o Zanskar i Spiti. Ladakh jednak został podbity przez Wielkich Mogołów, którzy wcześniej zagarnęli Kaszmir i Baltistan, jednak wkrótce odzyskał niepodległość.

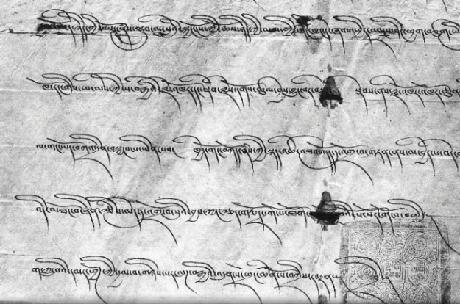
Dokument prawny króla Ladakhu z 1697

Pod koniec XVII wieku Ladakh wziął stronę Bhutanu w konflikcie z Tybetem, czego efektem była tybetańska inwazja na królestwo. Z pomocą przyszedł Kaszmir, który przywrócił prawowitych władców pod warunkiem, że w Leh zostanie wybudowany meczet, a cały region przejdzie na islam. Traktat z Temisgam z 1684 r. zakończył konflikt pomiędzy Ladakhiem a Tybetem, w dużym stopniu ograniczył jednak ladakhijską niepodległość.
W 1834 r. Dogrowie pod wodzą Zorawara Singha, generała Ranjita Singha, najechali i zaanektowali Ladakh. Powstanie w 1842 r. zostało stłumione, a region przyłączono do dogryjskiego stanu Jammu i Kaszmi Rodzina Namgyal otrzymała Stok jako jagir i posiada go oficjalnie po dziś dzień.
Począwszy od lat 50. XIX wieku rosną wpływy europejskie – do Ladakhu zjeżdżają turyści, geolodzy oraz sportowcy. W 1885 r. Leh staje się bazą misyjną braci morawskich.
W 1947 r., kiedy Indie uzyskiwały niepodległość, dogryjski maharadża Hari Singh musiał wybrać, czy przyłączyć się do Indii czy Pakistanu. Koniec końców podpisał akt przyłączenia się do Indii. W odpowiedzi Ladakh został najechany przez Pakistan, atak ten został jednak wkrótce odparty.

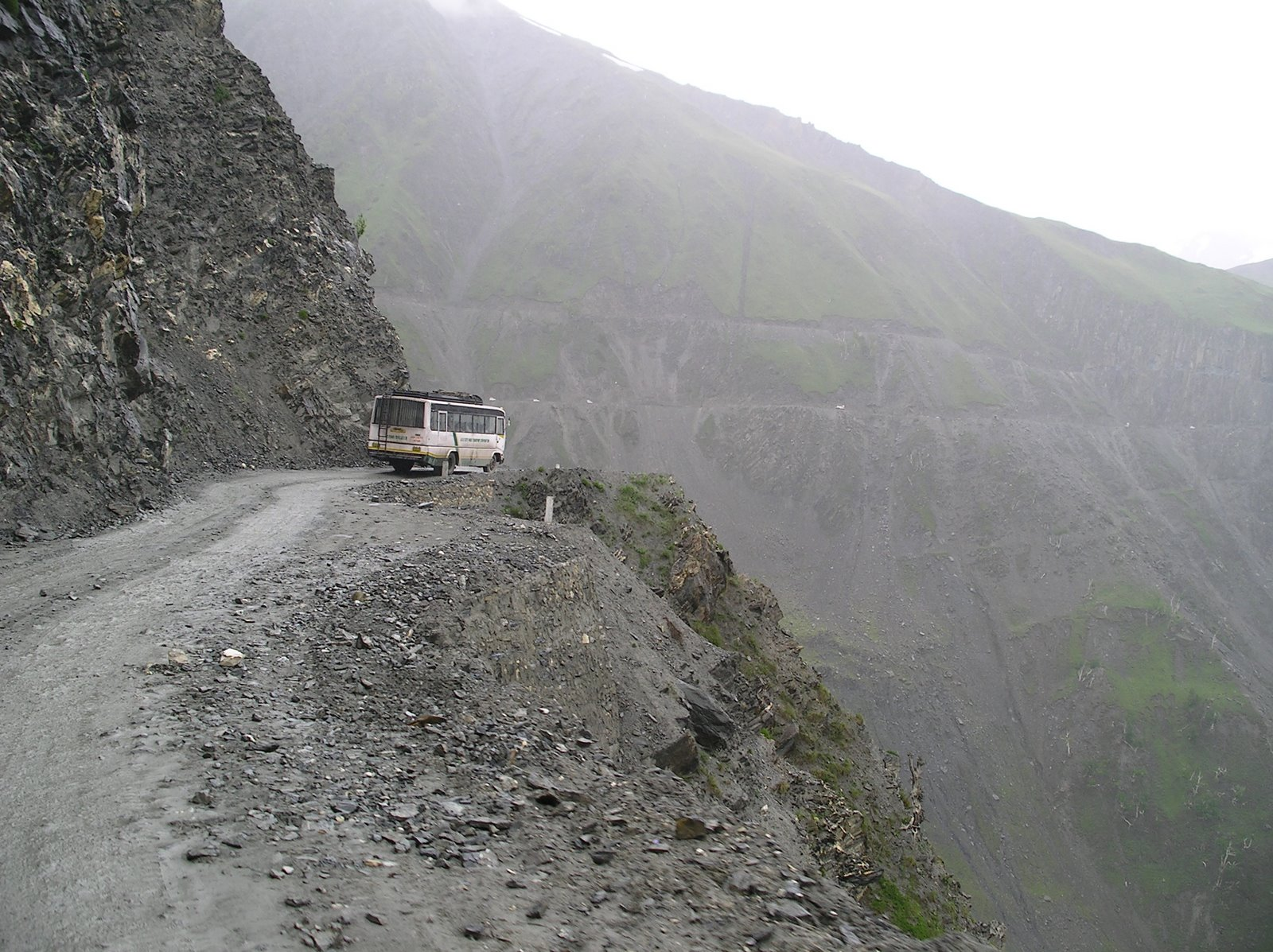
Droga Srinagar-Leh na przełęczy Zoji La

W 1949 r. Chiny zamknęły granicę pomiędzy doliną Nubra i regionem Xinjiang, blokując tym samym odwieczne szlaki handlowe. W 1955 r. rozpoczęła się budowa chińskich dróg łączących Xinjiang z Tybetem, przebiegających przez obszar Ladakhu. Rozpoczęła się również budowa drogi Karakorum łączącej Chiny z Pakistanem. Indie wybudowały natomiast drogę Śrinagar-Leh, skracając w ten sposób czas potrzebny na podróż ze Srinagaru do Leh z szesnastu do dwóch dni.
W tym czasie cały stan Dżammu i Kaszmir jest przedmiotem sporów terytorialnych pomiędzy Indiami, Pakistanem i Chinami. Dystrykt Kargil był obszarem działań wojennych w wojnach indyjsko-pakistańskich w 1947, 1965 i 1971. W czasie wojny z 1971 armia indyjska zdobyła znajdującą się poprzednio pod kontrolą Pakistanu wioskę Turtuk w dolinie Shyoku. Ostatnim poważniejszym konfliktem indyjsko-pakistańskim w Ladakhu była wojna kargilska w 1999 r. Rozpoczęła się ona, gdy indyjska armia zlokalizowała pakistańskich żołnierzy w zachodnim Ladakhu (dokładnie w Kargil, Dras, dolinie Mushkoh, Batalik i Chorbalta) szukających strategicznych punktów wzdłuż drogi Srinagar-Leh. W akcji o kryptonimie operacja Vijay indyjska armia przy wsparciu artyleryjskim i lotniczym wyparła pakistańskich żołnierzy za Linię Kontroli ustanowioną przez indyjski rząd, która nie została przekroczona przez indyjskich żołnierzy.
Od 1984 r. Indie i Pakistan rywalizują też na obszarze lodowca Siachen, który stanowi tym samym najwyżej położone pole bitwy na świecie. Konflikt powstał z powodu nieprecyzyjnych sformułowań w traktacie z Simli dotyczących obszaru poza punktem NJ 9842. Polityka górska Pakistanu, a także agresja kartograficzna Stanów Zjednoczonych spowodowała w końcu wyścig w zajmowaniu kluczowych pozycji w łańcuchu Saltoro Range, który graniczy z lodowcem Siachen. Pozycje te są zajmowane po dziś dzień, przy wyraźnej przewadze strategicznej po stronie Indii.
W 1974 r. Ladakh został otwarty dla ruchu turystycznego. Z biegiem czasu turystyka stała się jedną z głównych gałęzi gospodarki Ladakhu i przyczyniła się do głębokich zmian w jego społeczeństwie.
W 1979 r. region Ladakhu został podzielony na dystrykty Kargil i Leh. W 1989 r. miały miejsce krwawe zamieszki pomiędzy zamieszkującymi ten obszar buddystami i muzułmanami. Większość z nich była odpowiedzią na agresywne przemowy Benazir Bhutto, nawołujące do ataku na Hindusów i buddystów, aby w ich wyniku opuścili oni Kaszmir. W 1993 r. w odpowiedzi na żądania uniezależnienia się od zdominowanego przez mieszkańców Kaszmiru rządu, została utworzona Ladakhijska Autonomiczna Rada Rozwoju Wzgórz (Ladakh Autonomous Hill Development Council).
W sierpniu 2019 r. parlament indii przyjął Ustawę Reorganizacyjną Dżammu i Kaszmiru ostatecznie oddzielającą buddyjski Ladakh od muzułmańskiego Kaszmiru 31 października. Decyzja ta wznowiła konflikt z Pakistanem.

## Kultura

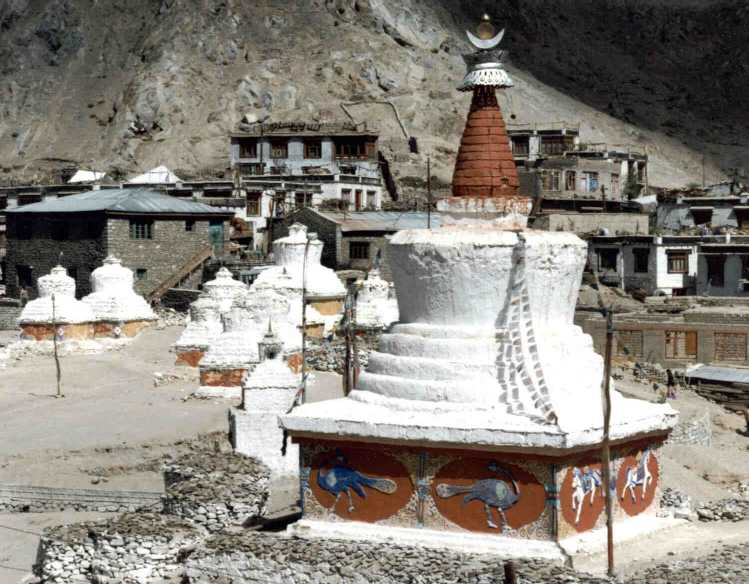
Stupa

Kultura Ladakhu jest podobna do kultury tybetańskiej.

### Kuchnia
Jedzenie Ladakhu ma wiele wspólnego z jedzeniem tybetańskim, przy czym najbardziej znane to thukpa (zupa z makaronem) i tsampa, znane w Ladakhu jako ngampe (prażona mąka jęczmienna), którą można jeść bez gotowania. Danie, które jest ściśle Ladakhi, to skyu, ciężkie danie z makaronem z warzywami korzeniowymi. Podobnie jak w innych częściach Azji Środkowej, herbata w Ladakhu tradycyjnie wytwarzana jest z mocnej zielonej herbaty, masła i soli i znana jest jako gurgur cha, po dźwięku, który wydaje po zmiksowaniu. Słodka herbata (cha ngarmo) staje się coraz bardziej powszechna, wytwarzana w stylu indyjskim z mleka i cukru. Większość wyprodukowanej nadwyżki jęczmienia jest poddawana fermentacji w chang, napój alkoholowy spożywany zwłaszcza podczas uroczystych okazji.

### Muzyka i taniec
Muzyka buddyjskich festiwali klasztornych Ladakhu, podobnie jak muzyka tybetańska, często obejmuje religijne intonowanie po tybetańsku jako integralną część religii. Te pieśni są złożone, często są to recytacje świętych tekstów.

### Sport
Najpopularniejszym sportem w Ladakhu jest hokej na lodzie, który jest rozgrywany tylko na naturalnym lodzie, zwykle od połowy grudnia do połowy lutego. Krykiet jest również bardzo popularny.
Łucznictwo jest tradycyjnym sportem w Ladakhu, a wiele wiosek organizuje małe festiwale łucznicze. Sport prowadzony jest z zachowaniem ścisłej etykiety, przy akompaniamencie muzyki surny i damana (shehnai i bęben). Polo, inny tradycyjny sport Ladakhu, pochodzi z Baltistanu i prawdopodobnie został wprowadzony do Ladakhu w połowie XVII wieku przez króla Singge Namgyala.

## Flora i fauna
Roślinność w Ladakhu jest wyjątkowo rzadka, z wyjątkiem koryt rzek, mokradeł i nawadnianych miejscach. W Ladakhu zgłoszono około 1250 gatunków roślin, w tym uprawnych. Roślina Ladakiella klimesii, dorastająca do 6150 m n.p.m., została po raz pierwszy opisana tutaj i nazwana na cześć tego regionu. Pierwszym Europejczykiem, który zbadał przyrodę tego regionu, był William Moorcroft w 1820, a następnym był Ferdynand Stoliczka, paleontolog austriacko – czeski, który odbył wyprawę w latach 70. XIX wieku.
Nahur górski jest najliczniejszym górskim zwierzęciem kopytnym w regionie, choć nie występuje w niektórych częściach. Koziorożce syberyjskie żyją w zachodniej części Ladakhu. Jest to drugie pod względem liczebności kopytne zwierzę w regionie, z populacją około 6000 osobników. Jest przystosowane do trudnych stromych zboczy, na które łatwo się wspina.
Zagrożona Antylopa tybetańska, znana jako chiru lub tsos Ladakhi, z której tradycyjnie pozyskuje się najwyższej jakości wełnę (shahtoosh). Wełna ta jest ceniona za lekkość i ciepło oraz jako symbol statusu. Przędzie się ją ręcznie.
Kiang tybetański, czyli dziki osioł, z populacją liczącą około 2500 osobników.
W Ladakhu jest około 200 lampartów śnieżnych z 7000 żyjących na całym świecie. Park Narodowy Hemis w centralnym Ladakhu jest szczególnie dobrym siedliskiem dla tego drapieżnika. Ryś, to kolejny rzadki kot, który poluje na mniejsze zwierzęta roślinożerne. Kot Pallasa, który wygląda trochę jak kot domowy, jest bardzo rzadki w Ladakhu i niewiele wiadomo o tym gatunku. Tybetański wilk, jest najbardziej tępiony wśród drapieżników. Lis tybetański został odkryty w tym regionie. Wśród mniejszych zwierząt powszechne są zające oraz kilka rodzajów Szczekuszkowatych.

## Ladakh w filmie
- Ladakh jest tłem indyjskiego filmu Nalin Pana Samsara.